# Pycnocoma minor
Pycnocoma minor är en törelväxtart som beskrevs av Johannes Müller Argoviensis. Pycnocoma minor ingår i släktet Pycnocoma och familjen törelväxter. Inga underarter finns listade i Catalogue of Life.